# Heliopathes americana
Heliopathes americana är en korallart som beskrevs av Opresko 2003. Heliopathes americana ingår i släktet Heliopathes och familjen Cladopathidae. Inga underarter finns listade i Catalogue of Life.